# La Caine
La Caine é uma comuna francesa na região administrativa da Normandia, no departamento Calvados. Estende-se por uma área de 2,43 km². Em 2010 a comuna tinha 159 habitantes (densidade: 65,4 hab./km²).